# Chambre de commerce et d'industrie de Troyes et de l'Aube
 (juillet 2023).
Si vous disposez d'ouvrages ou d'articles de référence ou si vous connaissez des sites web de qualité traitant du thème abordé ici, merci de compléter l'article en donnant les références utiles à sa vérifiabilité et en les liant à la section « Notes et références ».
La chambre de commerce et d'industrie de Troyes et de l’Aube est la CCI du département de l’Aube. Son siège est à Troyes au 10, place Audiffred, dans l'hôtel Camusat. Elle possède des antennes à Bar-sur-Aube et à Romilly-sur-Seine.
Elle fait partie de la chambre de commerce et d'industrie de région Champagne-Ardenne.

## Missions
À ce titre, elle est un organisme chargé de représenter les intérêts des entreprises commerciales, industrielles et de service de l’Aube et de leur apporter certains services. C'est un établissement public qui gère en outre des équipements au profit de ces entreprises.
Comme toutes les CCI, elle est placée sous la tutelle du préfet du département représentant le ministère chargé de l'industrie et le ministère chargé des PME, du Commerce et de l'Artisanat.

### Service aux entreprises
- Centre de formalités des entreprises
- Assistance technique au commerce
- Assistance technique à l'industrie
- Assistance technique aux entreprises de service
- Point A (apprentissage)

### Gestion d'équipements
- Aéroport de Troyes - Barberey jusqu'au 1er janvier 2008 où la gestion est reprise par Keolis. La CCI est membre du syndicat mixte propriétaire de l'aéroport ;
- Port de Nogent-sur-Seine.

### Centres de formation
- Groupe ESC Troyes.

## Historique
1817 : Création de la chambre de commerce.

## Pour approfondir